# Surpava
Surpava, auch surpawa, surpāvā (Hindi), ist eine seltene, in der nordindischen Volksmusik im indischen Bundesstaat Maharashtra gespielte Querflöte und eine ungewöhnliche Form der Doppelflöten. Die surpava wird in senkrechter Position in der Mitte angeblasen und produziert zur Melodie gleichzeitig einen Bordunton.

## Bauform
Die ungewöhnliche Flöte besteht aus einem 60 bis 70 Zentimeter langen Bambusrohr mit einem Durchmesser von 1,5 bis 2,5 Zentimetern. Die Anblaskante befindet sich in der Mitte des Rohres an einem kurzen angesetzten Mundstück. An der oberen und unteren Rohrhälfte sind annähernd symmetrisch jeweils sechs Fingerlöcher angeordnet. Beide Lochreihen bringen unterschiedliche Tonhöhen hervor und nur die Grifflöcher an der nach unten ragenden Seite werden mit den Fingern abgedeckt und zur Melodiebildung verwendet.
Nahe den Enden der beiden Lochreihen dient ein durchgehendes großes Loch als Luftaustrittsöffnung. Diese wird an der nicht gespielten, oberen Seite mit einem Schiebedeckel verschlossen. 

## Spielweise
Die surpava wird von den Dhangar gespielt, einer überwiegend in Maharashtra lebenden Adivasi-Gruppe. Dhangar sind traditionell Schafhirten, wobei eine Herleitung ihres Namens auf Sanskrit dhenugar, „Kuhhirten“ zurückführt. Dhangar-Musiker treten bei Hochzeiten und anderen Familienfeiern sowie auf öffentlichen Bühnen bei Jahresfesten wie Holi auf. Sie begleiten ihre religiösen Gesänge, die von den mythischen Geschichten des jugendlichen Gottes Krishna mit seiner Geliebten Radha handeln, neben Flöten mit der zweifelligen Fasstrommel dhol und mit Zimbeln.

## Herkunft und Verbreitung
Die surpava erhielt ihren Namen vom an der oberen Seite erklingenden Bordunton (Hindi sur, verwandt mit svara, „Tonstufe“) und von pava, eine heute in Nordwestindien vorkommende Bezeichnung hauptsächlich für Kernspaltflöten, die nur regional in der Volksmusik, aber nicht in der klassischen indischen Musik gespielt werden. Der Name pava wird in mittelalterlichen Sanskrittexten für „Flöte“ erwähnt. In der im 13. Jahrhundert von Sarngadeva verfassten Musiktheorie Sangitaratnakara ist die pava eine Flöte der Volksmusik von umgerechnet rund 57 Zentimetern Länge, die mit einem Bambusblatt umwickelt gewesen sein soll. Möglicherweise bezieht sich diese Aussage auf die Tonerzeugung nach dem Prinzip einer Bandflöte wie die burmesische palwei oder die indonesische suling. Daneben erwähnt das Sangitaratnakara noch die daumendicke kurze Bambusflöte  pavika mit einer Länge von 23 Zentimetern.
Indische Bambusquerflöten, die seit der vedischen Zeit bekannt sind, werden geografisch in die Gruppe der nordindischen bansuri und der südindischen venu unterteilt. Die in der nordindischen klassischen Musik gespielte bansuri mit etwa 50 Zentimetern Länge und sieben Fingerlöchern hat sich im 20. Jahrhundert aus kürzeren Volksmusikinstrumenten (bansi) mit sechs Löchern entwickelt. Bei der 30 Zentimeter langen südindischen venu ist seit Mitte des 20. Jahrhunderts eine etwas längere Version mit acht Löchern in der klassischen Musik üblich.
Nach ihrer musikalischen Verwendung gehört die surpava weniger zu diesen Querflöten, sondern eher zu den längs gespielten indischen Doppelflöten, die ebenfalls einen Bordunton zur Melodie von sich geben. Hierzu zählen die in Rajasthan, im Punjab und im pakistanischen Sindh von Hirten eingesetzte kleine oder mittelgroße alghoza (auch algoza, algoja), bei der mancherorts beide Rohre am oberen Ende miteinander verbunden sind, und die etwas längere, unverbundene Hirtenflöte satara derselben Regionen. Das in Rajasthan auch pawa jodi („Flöten-Paar“, analog jod-samel, einem „Paar Trommeln“ in Goa) genannte Instrument besitzt einen Tonumfang von einer Oktave. Das Wort alghoza stammt aus dem Arabischen, folglich dürfte der Flötentyp von muslimischen Einwanderern aus dem Nordwesten eingeführt worden sein. Eine weitere Doppelflöte mit Kernspalt im Sindh heißt pava oder binun. Das rechte Blasrohr (madi, „weiblich“) dieser pava hat zwölf Löcher, von denen nur die oberen 6 gegriffen werden, und das linke Bordunrohr (nar, „männlich“) besitzt acht verschließbare Löcher.
Eine ebenso lange und wie die surpava in der Mitte angeblasene Bambusflöte ist die veno in der Region Saurashtra in Gujarat. Sie besitzt vier Grifflöcher auf jeder Seite. Ihr Name ist abgeleitet von venu, einem Sanskrit-Wort für „Bambusrohr“ (Flöte), das alternativ zu pullankuzhal die kurze südindische Bambusquerflöte bezeichnet. Der surpava-Flötentyp ist in anderen Gegenden von Gujarat als piho oder pisbo bekannt.
In Odisha ist die dobandi bansi eine ebensolche Doppelkerbflöte, die aus einem etwa 72 Zentimeter langen Bambusrohr mit einem Einblasloch über dem mittleren Sprossknoten besteht. An beiden Seiten des Knotens sind Schneidenkanten in die Rohrwand eingeschnitten, zu denen die Blasluft durch als Block dienende Wachspfropfen in der Röhre geleitet wird. Jeweils fünf Fingerlöcher befinden sich bei den nicht genau gleich langen Röhren in der Nähe der Enden. Die dobandi bansi wird beim Spielen waagrecht gehalten und produziert Tonfolgen in variablen Intervallen. Sie wird von Rinderhirten und Volksmusikern gespielt. Bei der dortigen ekbandi bansi mit nur etwa 50 Zentimetern Länge produziert eine Röhrenhälfte einen Bordunton.